# Josep Català i Medina
Josep Català i Medina (1945 - Mataró, 1 de gener de 2011) va ser un enginyer químic, biòleg molecular i periodista científic català.
Doctor en biologia. El 1994 va crear Tecnopress, una agència científica de notícies que va fer servir com a eina de difusió de continguts, assessorament i divulgació científica. Des d'aleshores Català va dedicar la seva carrera professional a la divulgació dels assumptes científics a diversos mitjans de comunicació, entre ells, el diari Avui, les emissores RAC 1 i COM Ràdio, i al canal TV3, on va fer-se popular per les seves intervencions, el seu to planer però també vehement i de vegades agre. Josep Català va ser un dels pioners en la divulgació científica a Catalunya. També va formar de l'equip de redacció de la revista Quaderns Tècnics, publicació pionera de la divulgació tecnològica en català. Una de les seves prioritats de la tasca divulgativa fou combatre la falta de rigor de les informacions científiques, les supersticions i les creences no fonamentades en el criteri científic, i defensà la biotecnologia agrària i la transgènesi.